# Jan Bieliński (biskup)
Jan Bieliński herbu Junosza (zm. 18 maja 1546 w Krakowie) – biskup rzymskokatolicki, senator I Rzeczypospolitej.

## Życiorys
Pełnił kolejno funkcję kanonika pułtuskiego, warszawskiego i płockiego a od lutego 1546 biskupa ordynariusza płockiego. Był sekretarzem królewskim i notariuszem na dworze mazowieckich książąt oraz posłem Zygmunta I Starego na sejmik w Warszawie w latach 1534-1536 i 1538-1545. Jego bratem był biskup Jakub Bieliński.
Pochowany w kościele klasztornym Świętej Trójcy w Krakowie.